# Goda
Goda ou Godas (em grego: Γώδας) foi um oficial vândalo de origem gótica ativo no século VI. Foi descrito como impulsivo, vigoroso e fisicamente forte. Era um escravo do rei vândalo Gelimero (r. 530–534) que tinha sido nomeado como governador da Sardenha. Por 533, Goda parou de enviar para a África os impostos coletados e revoltou-se contra seu suserano, passando a governar a ilha independentemente.
Goda procurou auxílio militar do imperador bizantino (r. 527–565) que estava se preparando para fazer uma expedição contra os vândalos, porém foi rapidamente derrubado e morto no verão daquele ano por uma expedição liderada por Tzazão. Justiniano enviou-lhe uma força de apoio, mas ela não chegou a tempo.